# Goodgame Empire
A Goodgame Empire egy ingyenesen játszható internetes MMO-stratégiai játék, amit a német Goodgame Studios üzemeltet. A játék 2011 augusztusában jelent meg és már több mint 80 millió felhasználója van világszerte. A játéknak készült egy mobilos változata is Empire: Four Kingdoms néven, ez 2013 januárjában jelent meg IOS-re és Androidra.

## Leírása
A játék lényege a folyamatos szintlépés, erőforrás gyűjtés, más játékosokkal való csatázás és a 70. szint, valamint a 950. legendás szint, és ezalatt minél több hatalompont elérése. A szintlépés tapasztalati pontok (XP-k) gyűjtésével lehetséges, ezeket csatákkal és fejlesztésekkel lehet kapni. A 70. szint elérése esetén a játékos belép az 1. legendás szintre, innentől legendás tapasztalati pontokat kell gyűjteni. A 950. legendás szint elérése után már nem oldódnak fel új fejlesztések, és már csak a hátralévő épületek fejlesztése lehetséges. A fejlesztések erőforrásokba, relikvia épületek esetén építési és fejlesztési zsetonokba, vagy (különleges épületeknél) rubinba kerülnek. A játékosok többféleképpen is összehasonlíthatják magukat egymással, erre a legegyszerűbb mód a Hatalompont rendszer (HP), mely számszerűsíti a játékos erejét, beszámítva a lehelyezett épületeket, a katonák erejét, a felszereléseket, a dicsőség és hősiesség címeket. A hatalompontokon kívül számos más érték is mérvadó lehet, ha két játékos egymáshoz viszonyított erejét nézzük. Itt jönnek képbe a nagyurak támadásával szerezhető érdempontok, a dicsőséginváziós célpontok támadásával szerezhető dicsőségpontok (DP-k), berimondi ellenfelek támadásával szerezhető hősiességpontok, vagy a támadások során fosztogatással szerezhető zsákmány pontok. A játékosok erejüket és teljesítményüket összemérhetik a bajnokságokon, a játék által rendezett eseményeken, vagy akár egymás ellen úgynevezett 1v1-ben, vagy szövetségi háborúban is.

### A játék menete

#### Támadás
A játékban a "stratégiai" megnevezés elsősorban a támadás stratégiájára és annak fontosságára utal. A játék szélsőséges esetben támadás nélkül is játszható, de enélkül a haladás nehézkes, és kevéssé élvezetes. Ezért a játékosok rengeteg energiát fektetnek abba, hogy elsajátítsák a legjobb támadási stratégiákat, felfedezzenek újakat, hogy megfelelő összhangban alkalmazva ezeket a lehető legtöbbet hozzák ki magukból. Minden támadásnak négy fő eleme van: katonák, eszközök, parancsnok és stratégia. Minden más – előbeállítás, csarnok, fejlesztések, harcerő bónuszok – csak esetleges.
Az eventek (események) a játékot pár napos szakaszokra osztják, más más célpontokat és jutalmakat nyújtanak a játékosoknak. A különböző eventek egymást készítik elő, így ha valaki sikeresen szerepelt egy event alatt, nagy valószínűséggel a következőt is sikeresen zárja. Az eventek típusuktól függően különböző játékidőt és aktivitást igényelnek. Vannak eventek, amik a haladástól függetlenek, ezért ezeket gyakran elhanyagolják, az eventek nagy része viszont létfontosságú, és a haladás szempontjából szükséges, tehát előbb utóbb minden játékos találkozik ezzel a folyamattal.
A játékostámadás (más néven "éles") igényli a legtöbb előkészületet, forrást és figyelmet. A játékosoknak van egy tulajdonságuk, ami az NPC-knek nincs meg, fel tudnak készülni a védelemre, védelmi beállításaikat módosíthatják. Parancsnoki képességekkel és kutatásokkal el lehet érni, hogy az ellenfél később észlelje a támadást, illetve törekedni kell arra is, hogy a támadás minél gyorsabb legyen. A parancsnokok már a játék elég korai időszakában létfontosságúvá válnak, többek között azért, mert nélkülük egy rablóbárót sem lehet megtámadni.
Tornyozásnak mondják a királysági NPC-k, más néven tornyok sorozatos támadását. Ezzel a művelettel nagy mennyiségű pénzhez és rubinhoz lehet jutni, de rengeteg alap erőforrást is szerezhetünk. Az erődözés a királyságokban (gleccser, sivatag, tűzcsúcsok) található erődök támadását jelenti.

#### Védekezés
A támadás mellett a védelem stratégiája szintén egy elég fontos része a játéknak. Mivel folyamatosan fennáll a lehetősége annak, hogy megtámadnak, érdemes kifejleszteni egy általános védelmi stratégiát. Ez nem egy konkrét ellenfélhez igazított védelem, hanem egy erős, potenciálisan a legjobb védelmet nyújtó felállás. Először tehát egy általános védelmet kell felállítani, melynek négy alappillére van: védők, védelmi eszközök, várparancsnok és stratégia. Általános védelem akkor is kell, ha éppen nem vagyunk támadás alatt, ilyenkor egy olyan védelmi beállítást használni, ami a legtöbb ellenfél ellen jó. Megfelelő védőszám mellett már csak a játékos támadásra kell készülni.
Védett játékmód aktiválása esetén a játékos semmilyen támadást nem kaphat, védelmet élvez játékos és rablóbáró támadásokkal és szabotázzsal szemben is. Aktiválás után 24 órával érvényesül a hatás. Védett játékmód alatt nem lehet játékost, dicsőséginváziós célpontot és erőforrás szigeteket, hatalmi pontokat támadni, minden mást (nomád, szamuráj, tornyok, berimondi táborok, őrtornyok, vihar erőd) lehet. A támadó egységek toborzása jelentősen belassul.

#### Felszerelések
A felszereléseket a parancsnokokra és várparancsnokokra lehet felszerelni, hat különböző csoport (sisak, mellvért, fegyver, műtárgy, hős, megjelenés) és hat szint van. Az úgynevezett "piros" avagy egyedi felszerelések döntő többsége szettekbe áll össze, erős értékeiket tovább fokozza, ha a szett elemeit ugyanazon parancsnokon használjuk.

#### Diplomácia
A diplomácia általában a szövetségek magasabb rangú személyeit, elsősorban a diplomatákat, illetve a vezetőt és helyetteseket terheli. A diplomáciának vannak szabályai, formai követelményei, és néhány szófordulat, amit célszerű alkalmazni. A diplomácia része a békejavaslatok elküldése, ilyenkor a vesztes fél hadisarcot fizet a győztesnek. Ez a szövetségi kasszát terheli, százalékban van megadva, a kassza fa, kő és pénz értékeire vonatkozik. 20% feletti sarcot nem illik követelni, a túl magas követelések a háború elhúzódását eredményezhetik. Hadisarcon kívül a játék keretein belül a vesztes fél más juttatásokra is kötelezhető, például ajándék, elküldendő erőforrás. A békejavaslatot gyakran hosszas levelezés előzi meg a két szemben álló szövetség diplomatái között. Érdemes megnézni az ellenfél szövetségi leírását, elsőként ugyanis innen lehet információkat szerezni az ellenfélről. Itt általában fel van tüntetve az adott szövetség mentalitása, erőssége, barátai és a panaszkezelő személy játékosneve. Amennyiben a szövetség békés arculatú, lehet a támadás miértjével érvelni, ha kezdő szövetség, türelemmel kell hozzáállni, ha sok baráti szövetsége van, esetleg szövetség rendszer tagja, érdemes fokozottan óvatosan levelezni, illetve ha van külön feltüntetett diplomata, akkor célszerű nem a vezetőt zaklatni.

### Erőforrások
A játékban nyolcfajta erőforrás található: fa, kő, élelem, faszén, olívaolaj, vasérc, üveg, pénz és rubin. Ezek közül a pénz a kivétel, mert az nem termelődik (kivéve, ha a játékos épít egy pénzverőt, amit különleges ajánlatként lehet elérni). Épület fejlesztésnél a játék elején (1-25. szintig) általában fából, a vége felé pedig kőből kell majd több. A minél több erőforrás tárolása a raktár fejlesztésével érhető el. A maximum tárhely 104000 hely erőforrásonként (kivéve, ha az építési udvarban külön tárhely növelő építési elemek vannak előállítva, és az adott épület fel van velük szerelve). A tároló kapacitás növelésére használhatjuk az új relikvia épületeket, melyek felfejlesztve tovább növelik a raktározható erőforrások számát. Pénzből és rubinból bármennyit lehet tárolni.

## Díjak
| Év   | Díj                  | Jelölt                | Kategória                           |
| ---- | -------------------- | --------------------- | ----------------------------------- |
| 2014 | European Games Award | Goodgame Empire       | Legjobb európai böngészős játék     |
| 2014 | European Games Award | Empire: Four Kingdoms | Legjobb európai mobiljáték          |
| 2013 | MMO of the Year      | Goodgame Empire       | Legjobb stratégiai, böngészős MMO   |
| 2012 | European Games Award | Goodgame Empire       | Legjobb európai böngészős játék     |
| 2012 | BÄM! Award           | Goodgame Empire       | Legjobb online vagy közösségi játék |

## Fordítás
- Ez a szócikk részben vagy egészben  a   Goodgame Empire című német Wikipédia-szócikk fordításán alapul.  Az eredeti cikk szerkesztőit annak laptörténete sorolja fel. Ez a jelzés csupán a megfogalmazás eredetét és a szerzői jogokat jelzi, nem szolgál a cikkben szereplő információk forrásmegjelöléseként.